# Esqui alpino nos Jogos Olímpicos de Inverno de 1952
O esqui alpino nos Jogos Olímpicos de Inverno de 1952 consistiu de seis eventos, realizados entre 14 e 20 de fevereiro de 1952 em Oslo.
A prova do slalom gigante fez sua estreia nos Jogos Olímpicos no lugar da prova combinada que foi excluída da competição (voltaria apenas nos Jogos de 1988). Continuaram no programa as provas individuais do downhill e do slalom.

## Medalhistas
Masculino
| Evento                  | Ouro                         | Prata                        | Bronze                       |
| ----------------------- | ---------------------------- | ---------------------------- | ---------------------------- |
| Downhill detalhes       | Zeno Colò ITA Itália         | Othmar Schneider AUT Áustria | Christian Pravda AUT Áustria |
| Slalom detalhes         | Othmar Schneider AUT Áustria | Stein Eriksen NOR Noruega    | Guttorm Berge NOR Noruega    |
| Slalom gigante detalhes | Stein Eriksen NOR Noruega    | Christian Pravda AUT Áustria | Toni Spiß AUT Áustria        |

Feminino
| Evento                  | Ouro                                    | Prata                          | Bronze                         |
| ----------------------- | --------------------------------------- | ------------------------------ | ------------------------------ |
| Downhill detalhes       | Trude Jochum-Beiser AUT Áustria         | Annemarie Buchner GER Alemanha | Giuliana Minuzzo ITA Itália    |
| Slalom detalhes         | Andrea Mead-Lawrence USA Estados Unidos | Ossi Reichert GER Alemanha     | Annemarie Buchner GER Alemanha |
| Slalom gigante detalhes | Andrea Mead-Lawrence USA Estados Unidos | Dagmar Rom AUT Áustria         | Annemarie Buchner GER Alemanha |

## Quadro de medalhas
| Ordem | País               | Medalha de ouro | Medalha de prata | Medalha de bronze |    |
| ----- | ------------------ | --------------- | ---------------- | ----------------- | -- |
| 1     | SUI Suíça          | 2               | 3                | 2                 | 7  |
| 2     | USA Estados Unidos | 2               |                  |                   | 2  |
| 3     | NOR Noruega        | 1               | 1                | 1                 | 3  |
| 4     | ITA Itália         | 1               |                  | 1                 | 2  |
| 5     | GER Alemanha       |                 | 2                | 2                 | 4  |
| TOTAL | TOTAL              | 6               | 6                | 6                 | 18 |